# Cubo de César
El cubo de César es una forma de encerrar códigos, o frases, en una simple palabra inentendible a simple vista.

## Historia
En las guerras, Julio César mandaba a otras partes de su imperio mensajes con estrategias militares, planes de ataques, entre otras cosas.
El mensajero podría entregarlo por dinero, o venderlo si se ofrecía más dinero, lo que hacía que el enemigo supiera todos los planes.
César, al descubrir que sus mensajes no llegaban, inventó esta técnica, que solo él y otras pocas personas podrían entender.

## Funcionamiento
El cubo de César es una frase de letras mezcladas. A simple vista, se resuelve haciendo un cuadrado de ellas, normalmente de cuatro letras cada lado, que forman una frase sin espacios.
E E E P
S S J L
T U E O
O N M .

De esa forma, se puede leer de arriba para abajo, y por columnas:
Estoesunejemplo.
Separando las palabras queda como:
Esto es un ejemplo.
Si se quiere mandar por secreto a algún otro lugar, entonces se escribe de izquierda a derecha en filas, lo que dejaría la frase como un:
Eeepssjltueoonm.
Obviamente el punto no es necesario, y solo se usa si falta una letra.
Para hacer un código con el cubo de César, conviene hacer la palabra columna por columna, y luego pasarlo a texto de fila a fila.
También, una forma de leer esto, es leer salteando de a cuatro letras, así no se hace el cubo.
El cubo puede contener las partes por lado que se desee, ya que se sabe que la raíz cuadrada de ese número siempre será el número de letras por lado.
Por ejemplo, hay un código que dice:
WIEPLRMIANEIEEKECDN;JISIIEEOPUCALSRENLOILxDAONBOD
Sabiendo que este texto tiene 49 letras (que incluye el; que cuenta como una letra más en el cubo), hacemos la raíz de 49, que da 7, el número de letras por lado.
- Datos: Q5793546